# امتداد الحافة الأمامية

ملحقات جناح الطائرات الأمامية

امتداد الحافة الأمامية أو امتداد الحافة المتقدمة (leading-edge extension) اختصاراً «لكس» (LEX) هو امتداد صغير لسطح جناح الطائرة، أمام الحافة الأمامية. السبب الرئيسي لإضافة الامتداد هو تحسين تدفق الهواء عند زوايا الهجوم العالية وسرعة الهواء المنخفضة، لتحسين التعامل وتأخير المماطلة. يمكن لأسنان الكلب (dog tooth) أيضًا تحسين تدفق الهواء وتقليل السحب بسرعات أعلى.

## شريحة الحافة المتقدمة

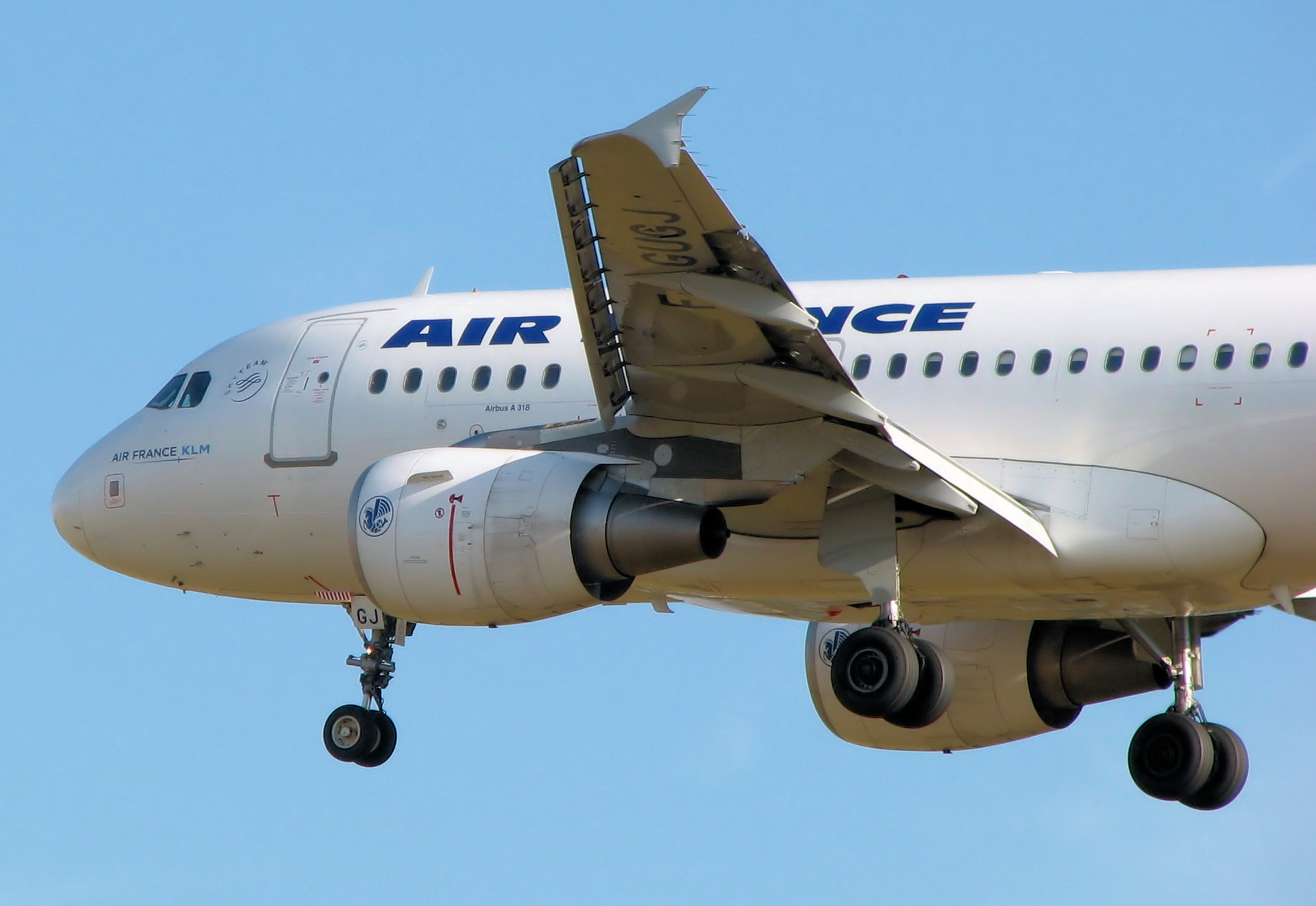
شرائح أمامية منتشرة على طائرة إيرباص إيه 318-100

شريحة الحافة الأمامية عبارة عن سطح ديناميكي هوائي يمتد بشكل ممتد قبل الحافة الأمامية للجناح. إنه يخلق فتحة طليعة بين الشريحة والجناح والتي توجه الهواء فوق سطح الجناح، مما يساعد على الحفاظ على تدفق الهواء بسلاسة عند السرعات المنخفضة وزوايا الهجوم العالية. يؤدي هذا إلى تأخير المماطلة، مما يسمح للطائرة بالتحليق بزاوية هجوم أعلى. يمكن جعل الشرائح ثابتة أو قابلة للسحب في الرحلة العادية لتقليل السحب.

## تمديد سن الكلب

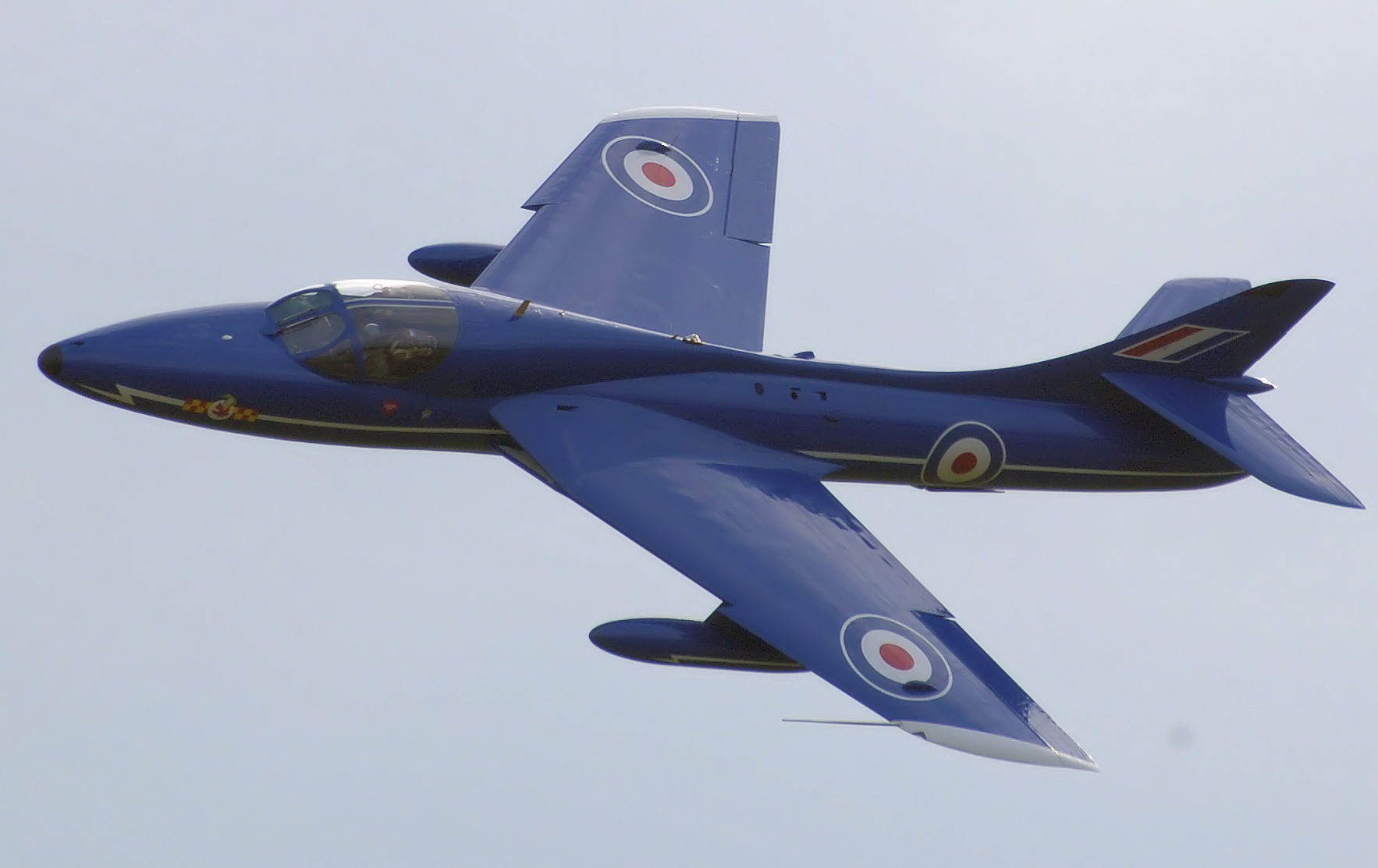
أسنان الكلب على جناح هوكر هنتر

سن الكلب (dogtooth) هو كسر متعرج صغير وحاد في الحافة الأمامية للجناح. عادة ما يتم استخدامه على
جناح مجترف، لتوليد مجال تدفق دوامة لمنع التدفق المنفصل من التقدم إلى الخارج بزاوية هجوم عالية. التأثير هو نفسه سياج الجناح. يمكن استخدامه أيضًا على الأجنحة المستقيمة بترتيب حافة أمامية متدلية.[بحاجة لمصدر]
تستخدم العديد من الطائرات عالية الأداء تصميم سن الكلب، والذي يحفز دوامة فوق الجناح للتحكم في امتداد الطبقة الحدودية الممتدة، وزيادة الرفع وتحسين مقاومة التوقف. بعض الاستخدامات الأكثر شهرة لأسنان الكلاب موجودة في مثبتات إف-15 إيغل وأجنحة إف-4 فانتوم الثانية وإف/إيه-18إي/إف سوبر هورنت وسي إف-105 السهم و (F-8U Crusader) وإليوشن إل-62. حيث يتم إضافة سن الكلب كفكرة لاحقة، على سبيل المثال في هوكر هنتر وبعض المتغيرات من كويست كودياك، يتم إنشاء سن الكلب عن طريق إضافة امتداد إلى القسم الخارجي من الحافة الأمامية.

## صفعة أمامية

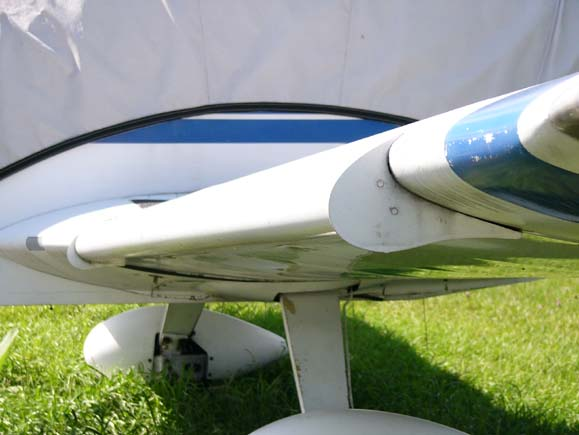
متدلي تجريبي الكفة الأمامية على أمريكان أفايشن إيه إيه-1 يانكي

كفة الحافة الأمامية (أو الكفة المجنحة) عبارة عن جهاز ديناميكي هوائي ثابت يستخدم في الطائرات ذات الأجنحة الثابتة لإحداث انقطاع حاد في الحافة الأمامية للجناح بنفس الطريقة مثل سن الكلب. كما أن لديها عادةً حافة أمامية متدلية قليلاً لتحسين خصائص السرعة المنخفضة.

## امتداد جذر الحافة الأمامية

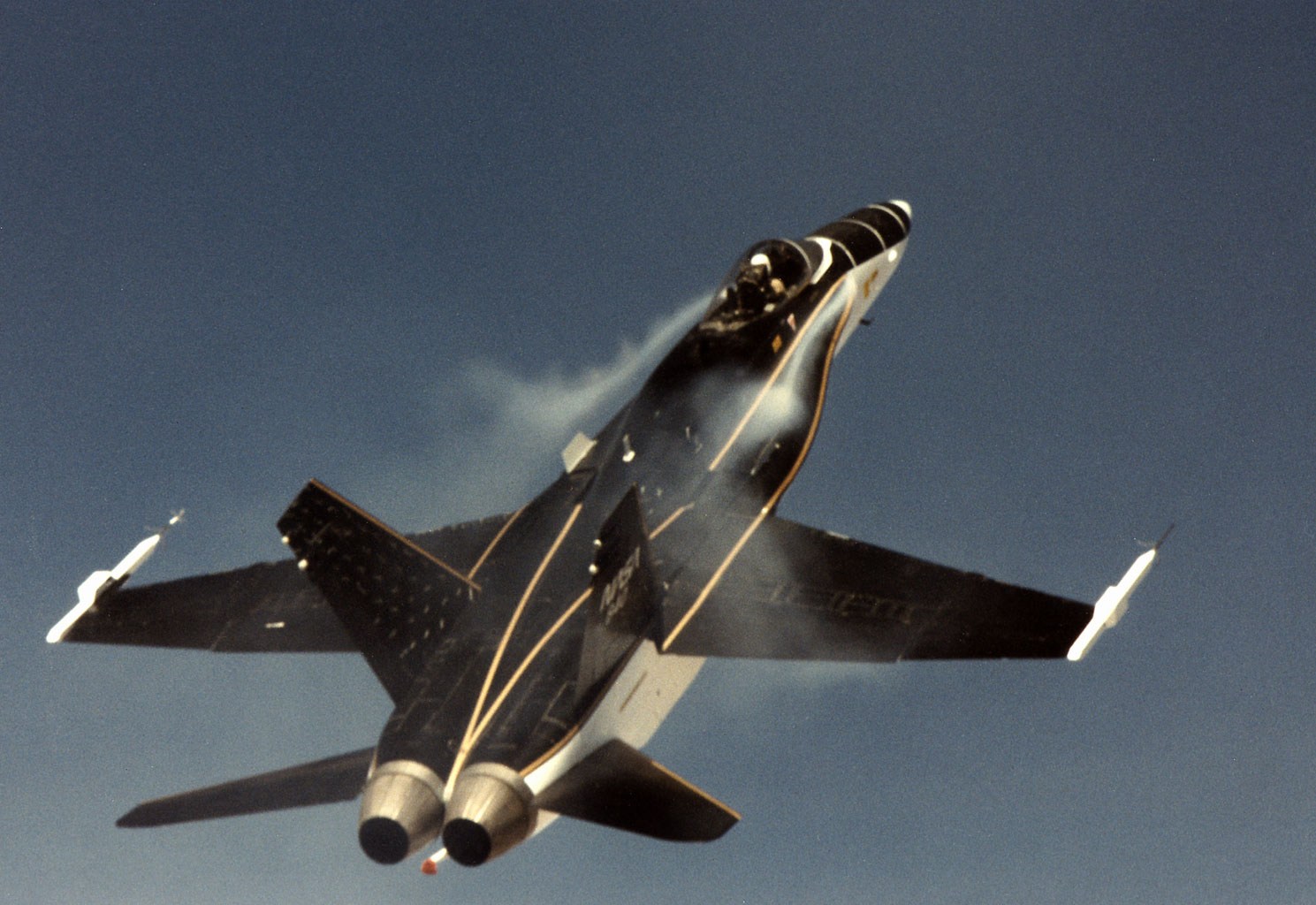
تتدفق دوامة التكثيف على طول (LERX) لـ إف/إيه-18

امتداد الجذر المتقدم (LERX) عبارة عن شرائح صغيرة، عادةً ما تكون مثلثة الشكل، تمتد للأمام من الحافة الأمامية لجذر الجناح إلى نقطة على طول جسم الطائرة. غالبًا ما يطلق عليها ببساطة امتدادات متطورة (LEX)، على الرغم من أنها ليست النوع الوحيد. لتجنب الغموض، تستخدم هذه المقالة المصطلح (LERX).
في الطائرات المقاتلة الحديثة، تعمل (LERXes) على تحفيز تدفق الهواء المتحكم فيه فوق الجناح عند زوايا عالية للهجوم، مما يؤدي إلى تأخير المماطلة وما يترتب على ذلك من فقدان الرفع. في رحلة الإبحار، يكون تأثير (LERX) ضئيلًا. ومع ذلك، عند الزوايا العالية للهجوم، كما هو الحال غالبًا في القتال العنيف أو أثناء الإقلاع والهبوط، يولد (LERX) دوامة عالية السرعة تتصل بأعلى الجناح. تحافظ حركة الدوامة على ارتباط تدفق الهواء بسطح الجناح العلوي بعد نقطة التوقف العادية التي ينفصل عندها تدفق الهواء عن سطح الجناح، وبالتالي تحافظ على قوة الرفع عند زوايا عالية جدًا.
تم استخدام (LERX) لأول مرة في نورثروب إف-5 "Freedom Fighter" التي حلقت في عام 1959، ومنذ ذلك الحين أصبحت شائعة في العديد من الطائرات المقاتلة. تحتوي إف/إيه-18 هورنت على أمثلة كبيرة بشكل خاص، مثل سوخوي سو-27 وCAC / PAC جيه إف-17 ثاندر. تساعد «لركس» (LERX) سوخوي سو-27 في جعل بعض المناورات المتقدمة ممكنة، مثل بوغاتشيف كوبرا وكوبرا تيرن وكلبيت.
يعد الامتداد الجانبي الطويل والضيق لجسم الطائرة، والمثبت في هذا الوضع، مثالاً على العمود الفقري.

## تحكم دوامة رائد
تعد أنظمة التحكم في الدوامة الأمامية (LEVCON) استمرارًا لتقنية تمديد الجذر (LERX) الأمامية، ولكن مع التشغيل الذي يسمح بتعديل الدوامات المتطورة دون تعديل موقف الطائرة. وإلا فإنها تعمل وفقًا لنفس مبادئ نظام (LERX) لإنشاء رفع يزيد دوامات الحافة الأمامية أثناء الطيران بزاوية عالية للهجوم.
تم دمج هذا النظام في الروسية سوخوي سو-57 والهندية تيجاس هال.
تعمل قدرة التشغيل (LEVCON) أيضًا على تحسين أدائها على نظام (LERX) في مناطق أخرى. عندما يتم دمجها مع جهاز التحكم في توجيه الدفع (TVC)، يتم زيادة إمكانية التحكم في الطائرة عند الزوايا القصوى للهجوم، مما يساعد في الأعمال المثيرة التي تتطلب قدرة فائقة على المناورة مثل بوغاتشيف كوبرا. بالإضافة إلى ذلك، في سوخوي سو-57، يتم استخدام نظام (LEVCON) لزيادة مقاومة المغادرة في حالة فشل TVC في موقف ما بعد التوقف. يمكن استخدامه أيضًا لتقليص الطائرة وتحسين نسبة الرفع إلى السحب أثناء الرحلة.